# Hetschbach (Veilsdorf)

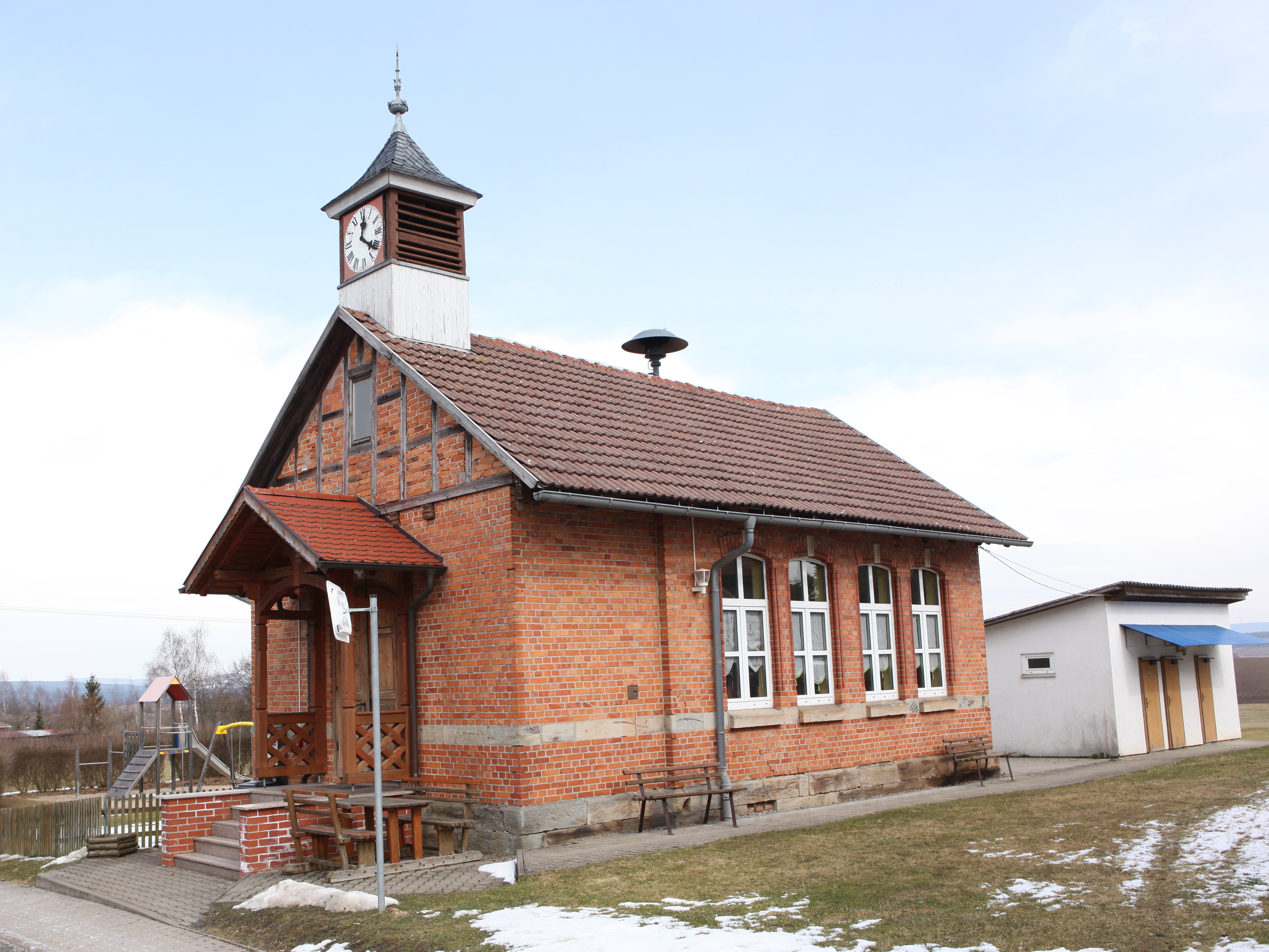
Alte Schule

Hetschbach ist ein Ortsteil von Veilsdorf im Landkreis Hildburghausen in Thüringen.

## Lage
Der Ortsteil Hetschbach ist über die Kreisstraße 531 zu erreichen. Die Flur des Dorfes war Grenzsperrgebiet der DDR. Heute grenzt die Gemarkung an Bayern. Die Gemarkung liegt auf dem fruchtbaren Rücken des Langen Berges. Er ist größtenteils die Südabdachung und Wasserscheide zur Weser. Diese Lage bedingt das Klima.

## Geschichte
Am 17. Dezember 1317 wurde der Ort erstmals urkundlich erwähnt. Ursprünglich bestand das Dorf aus zwei Höfen, die damals der Familie derer zu Heßberg gehörten. Später war das Kloster Veilsdorf ab 1317 Eigentümer. Danach waren die Höfe fürstliche Domäne.
Am 1. Juli 1950 wurde Hetschbach nach Veilsdorf eingemeindet. Am 17. September 1961 wurde Hetschbach durch Ausgliederung wieder zu einer eigenständigen Gemeinde. Am 1. Januar 1991 kam es zur erneuten Eingemeindung.